# Велики српски кувар (1878)
Велики српски кувар је први кувар објављен на српском народном језику, ћирилицом. Саставила га је Катарина Поповић Миџина, а објављен је у Новом Саду 1878. године.

## Катарина Поповић Миџина
Катарина Поповић Миџина била је жена угледног новосадског правника Димитрија Поповића Миџе. Образована и напредна, остала је запамћена као ауторка првог кувара написаног на српском народном језику, ћирилицом.

## О кувару
Велики српски кувар објављен је 1878. године у Новом Саду. Миџина га је саставила на молбу књижара, а када се појавио у продаји, крајем 19. века, постао је прави хит. За ауторкиног живота објављено је десетак издања, под делимично измењеним насловима:
- Велики српски кувар : са сликама : за употребу српских домаћица (1878)
- Велики српски кувар : са млого лепих и врло вештачки израђених слика : за употребу српских домаћица (1891)
- Велики српски кувар : са много лепих и врло вештачки израђених слика : српским домаћицама : са допунама најновијег практичног кувања (1911)
- Српски кувар : српским домаћицама написала Катарина Поповић Миџина (19??)
- Српски кувар (19??)
- Велики српски кувар : српским домаћицама написала Катарина Поповић-Миџина (1923)
- Велики српски кувар (1930)[3]

При састављању кувара Катарина се служила белешкама своје мајке, Наталије Наничке Петровић, која је „била на гласу са своје вештине кувања“. Такође је користила и искуства својих пријатељица, а пренела је понеки рецепт и из најбољих страних кувара и европских женских журнала. Све рецепте које је објавила у Великом српском кувару и сама је пробала, те је њена препорука да је кувар „поуздани руковођа свакој домаћици“, примана с великим поверењем.
Језик у књизи је, према данашњим схватањима, благо архаичан, али ипак лако разумљив данашњем читаоцу.
Кувар је објављен у едицији „Библиотеку за женски свет” и најављен 1877. у позиву на претплату и рекламом у каталогу објављеном на 4 стране.

### Репринт издања
У фокус јавности кувар је поново дошао после готово 100 година. Године 1990. први пут се појавило репринт издање. Кувар је објављен у Београду као ауторско независно издање. На странама 671-679 налази се поговор Мирјане Стефановић под насловом „Катарина Поповић по други пут међу Србима”.
Друго репринт издање, под насловом Велики српски кувар Катарине Поповић-Миџине, објављено је 2007. године у Кикинди. Објавила га је издавачка кућа Гаучо.За ово издање заслужан је колекционар старина Милан Авдаловић из Кикинде. Он је у Мокрину случајно, међу осталим старинама, дошао у посед и ове јединствене и вредне публикације. Рецепте је почела да користи његова супруга, али и други. Будући да је књига почела да се распада од старости, Милан је одлучио да припреми репринт издање. Како је по занимању сарач, књигу је луксузно укоричио у ручно шивени кожни повез, на начин како се то радило пре више од 100 година. Овај репринт веран је оригиналу, објављен у тиражу од свега 750 примерака, а предговор је написао Драгомир Рељин Чварак.